# Tewa

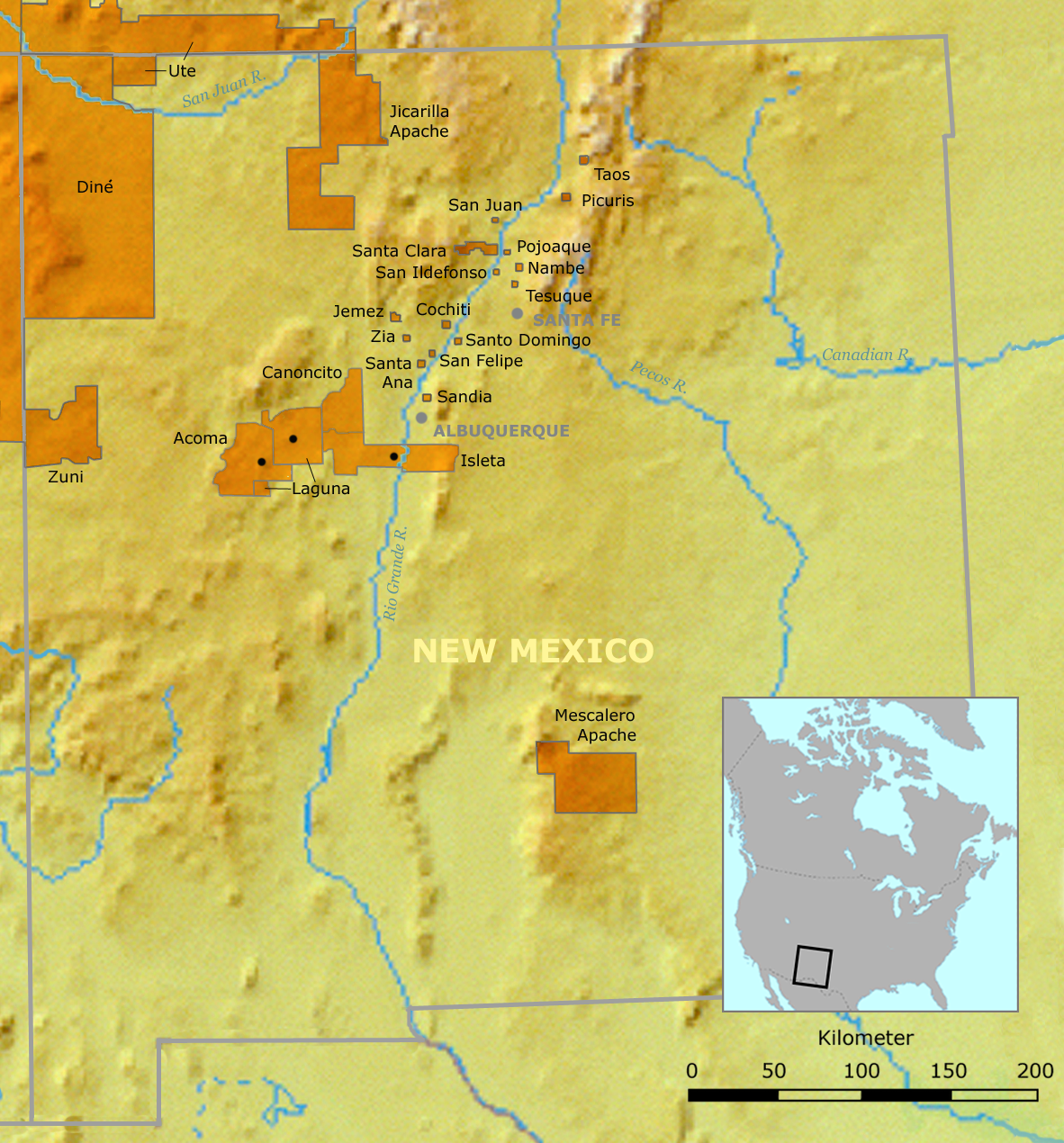
Pueblo Tewa nel Nuovo Messico

I Tewa (o Tano) sono un gruppo di amerindi appartenenti al popolo Pueblo. La lingua parlata da questo gruppo è nota come lingua tewa e fa parte della famiglia linguistica kiowa-tano.
Sono composti da due gruppi: uno più numeroso nel Nuovo Messico lungo il Rio Grande, l'altro, detto anche Tano o Hano, in Arizona nella zona della First Mesa nella riserva Hopi.
I Tewa del Nuovo Messico sono costituiti dai seguenti gruppi:
- Nambe Pueblo
- Pojoaque Pueblo
- San Ildefonso Pueblo
- Ohkay Owingeh (noto anche come San Juan Pueblo)
- Santa Clara Pueblo
- Tesuque Pueblo